# Hesperaloe engelmannii
Hesperaloe engelmannii är en sparrisväxtart som beskrevs av Krauskopf och John Gilbert Baker. Hesperaloe engelmannii ingår i släktet Hesperaloe och familjen sparrisväxter. Inga underarter finns listade i Catalogue of Life.

## Bildgalleri

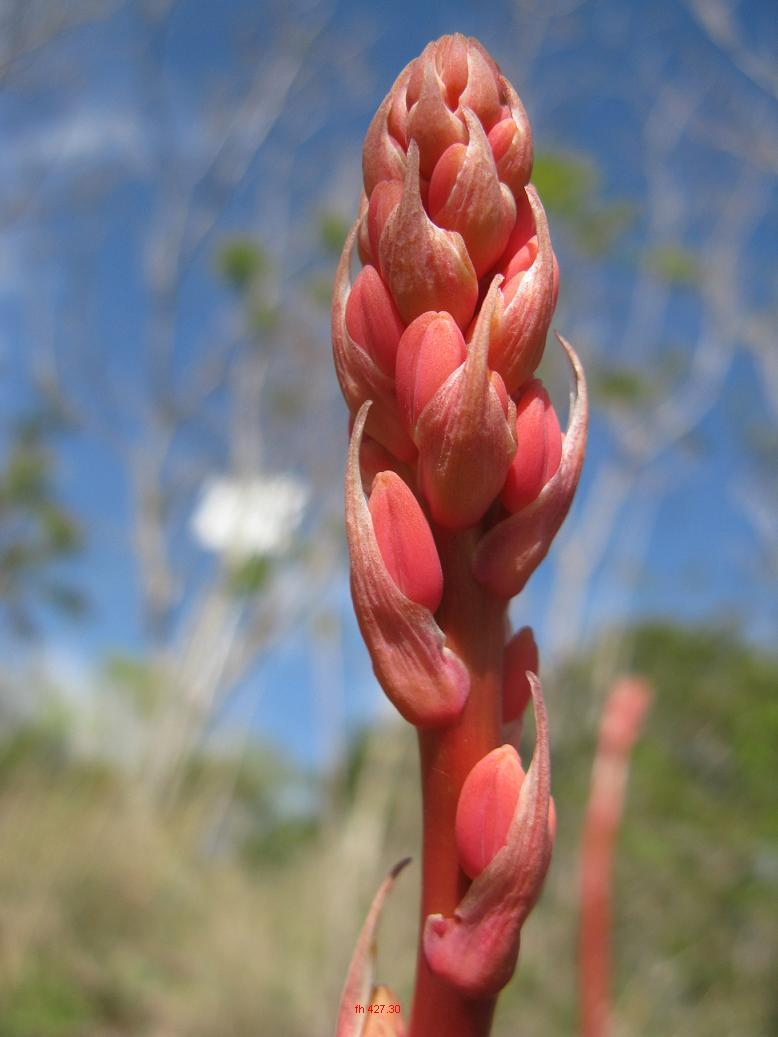
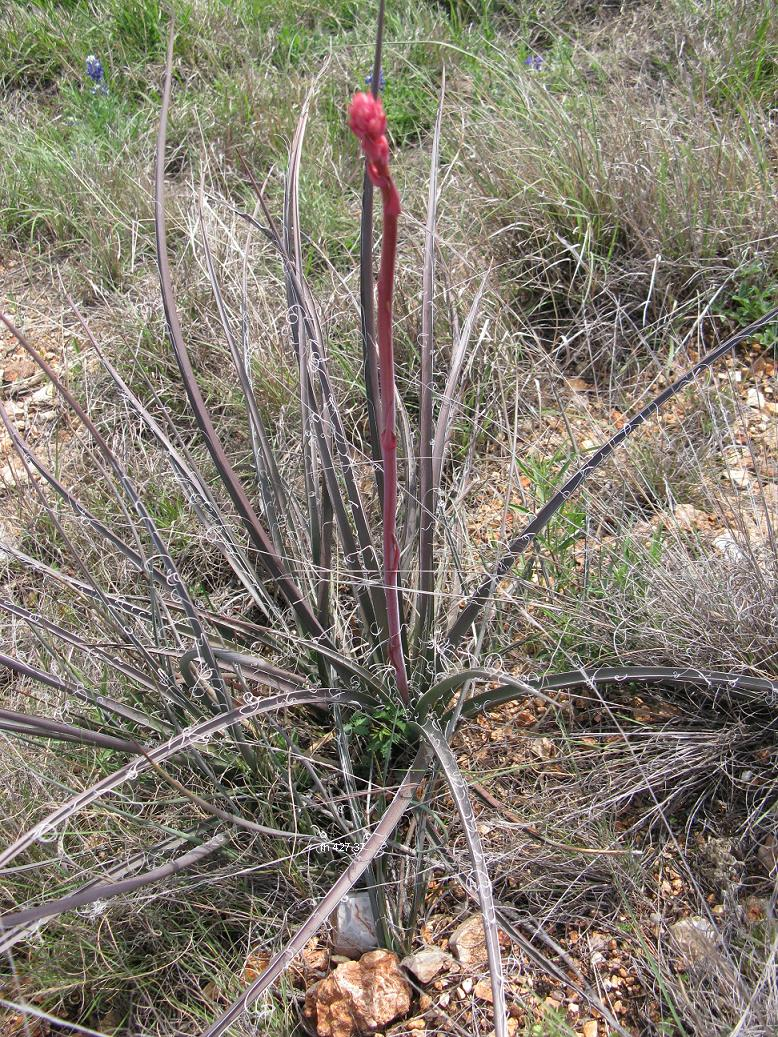